# Itr
Itr (Y, łac. yttrium) – pierwiastek chemiczny, z grupy metali przejściowych w układzie okresowym.
Do roku 2013 scharakteryzowane zostały 33 izotopy itru o liczbach masowych 76–108. Spośród nich trwały jest tylko 89Y, który stanowi 100% naturalnego składu tego pierwiastka. Występuje w skorupie ziemskiej w ilości 29 ppm, m.in. w postaci monacytu (ok. 3% itru) i bastnazytu (ok. 0,2%) (tworzy też minerał ksenotym, YPO
4). Ze złóż tych pozyskiwany jest komercyjnie, przez przekształcenie we fluorek i redukcję wapniem.
Tworzy złożone wodorki, tlenki, fluorki i wodorotlenek. Wodorki itru są stosowane jako bardzo silne środki redukujące. Nie ma znaczenia biologicznego, jest podejrzewany o rakotwórczość.

## Charakterystyka
W formie czystej itr jest srebrzystoszarym, stosunkowo stabilnym na powietrzu metalem. Na jego powierzchni tworzy się trwała warstwa tlenków, tak jak to jest w przypadku glinu (pasywacja). Jego własności chemiczne przypominają magnez. Jest łatwopalny, ale nie ulega samorzutnej reakcji z tlenem. Z wodą reaguje dość powoli z utworzeniem wodorotlenku. Wióry itru zapalają się na powietrzu gdy temperatura przekroczy 400 °C.

## Historia odkrycia
Został odkryty w roku 1794 przez Johana Gadolina w Finlandii. Jako wolny metal (choć w formie zanieczyszczonej) otrzymał go Friedrich Wöhler w roku 1828, redukując chlorek itru potasem. Jest to jeden z czterech pierwiastków, których nazwy zostały utworzone od szwedzkiej miejscowości Ytterby (poza itrem są to erb, iterb, terb).

## Zastosowanie
- Stosowany jest jako dodatek do luminoforów w kineskopach.
- Lampy ze stopu itru z wolframem są stosowane w rentgenografii.
- Niektóre stopy itru mają własności nadprzewodnikowe.
- Stosowany jako katalizator przy polimeryzacji etenu.
- Tlenek itru używany jest do stabilizacji sześciennej formy cyrkonii, np. w jubilerstwie.
- Radioaktywny izotop 90Y stosowany jest w zabiegu synowektomii radioizotopowej[8].